# Майминское сельское поселение
Майминское се́льское поселе́ние — муниципальное образование в Майминском муниципальном районе Республики Алтай Российской Федерации.
Административный центр — село Майма.

## История
Майминское сельское поселение на территории Майминского муниципального района было образовано в результате муниципальной реформы 2006 года.
Законом Республики Алтай от 31 марта 2015 года № 12-РЗ, муниципальные образования Верх-Карагужинское сельское поселение и Майминское сельское поселение преобразованы путём их объединения в муниципальное образование Майминское сельское поселение с административным центром в селе Майма.

## Население
| 2008    | 2009    | 2010    | 2011    | 2012    | 2013    | 2014    | 2015    | 2016    |
| ------- | ------- | ------- | ------- | ------- | ------- | ------- | ------- | ------- |
| 16 065  | ↗16 243 | ↗17 502 | ↗17 535 | ↗17 558 | ↗17 821 | ↗18 130 | ↗18 757 | ↗19 341 |
| 2017    | 2018    | 2019    | 2020    | 2021    |         |         |         |         |
| ↗20 579 | ↗21 060 | ↗21 295 | ↗21 562 | ↘19 010 |         |         |         |         |

## Состав сельского поселения
| № | Населённый пункт | Тип населённого пункта       | Население |
| - | ---------------- | ---------------------------- | --------- |
| 1 | Майма            | село, административный центр | ↘16 890   |
| 2 | Подгорное        | село                         | ↗546      |
| 3 | Верх-Карагуж     | село                         | ↘481      |
| 4 | Дубровка         | посёлок                      | ↗467      |
| 5 | Карлушка         | посёлок                      | ↘442      |
| 6 | Рыбалка          | посёлок                      | ↗62       |